# Дора (Алабама)
Дора (англ. Dora) — місто (англ. city) в США, в окрузі Вокер штату Алабама. Населення — 2297 осіб (2020).

## Географія
Дора розташована за координатами 33°43′47″ пн. ш. 87°5′2″ зх. д. / 33.72972° пн. ш. 87.08389° зх. д. (33.729703, -87.083874). За даними Бюро перепису населення США в 2010 році місто мало площу 19,47 км², з яких 19,45 км² — суходіл та 0,02 км² — водойми.

## Демографія
Згідно з переписом 2010 року, у місті мешкало 2025 осіб у 820 домогосподарствах, які налічували 575 родин. Густота населення становила 104 особи/км². Було 959 помешкань (49/км²).
Расовий склад населення:
| - 85,6 % — білих - 12,2 % — чорних або афроамериканців - 0,3 % — корінних американців - 0,1 % — вихідців з тихоокеанських островів |

До двох чи більше рас належало 1,3 %. Частка іспаномовних становила 0,7 % від усіх жителів.
За віковим діапазоном населення розподілялося таким чином: 23,6 % — особи молодші 18 років, 60,2 % — особи у віці 18—64 років, 16,2 % — особи у віці 65 років та старші. Медіана віку мешканця становила 39,2 року. На 100 осіб жіночої статі у місті припадало 91,4 чоловіків; на 100 жінок у віці від 18 років та старших — 90,0 чоловіків також старших 18 років.
Середній дохід на одне домашнє господарство становив 64 242 долари США (медіана — 40 769), а середній дохід на одну сім'ю — 71 611 долар (медіана — 42 266). Медіана доходів становила 53 611 долар для чоловіків та 30 893 долари для жінок. За межею бідності перебувало 17,2 % осіб, у тому числі 22,4 % дітей у віці до 18 років та 9,9 % осіб у віці 65 років та старших.
Цивільне працевлаштоване населення становило 831 осіб. Основні галузі зайнятості: освіта, охорона здоров'я та соціальна допомога — 33,2 %, виробництво — 11,8 %, будівництво — 10,6 %, роздрібна торгівля — 10,3 %.